# نراد سیمین اقیانوس آرام
نراد سیمین اقیانوس آرام(نام علمی: Abies amabilis) نام یک گونه از سرده نراد است.